# (768) Struveana
(768) Struveana ist ein Asteroid des Hauptgürtels, der am 4. Oktober 1913 vom russischen Astronomen Grigori Nikolajewitsch Neuimin in Simejis entdeckt wurde.
Der Asteroid ist den Astronomen Friedrich Georg Wilhelm, Otto Wilhelm und Hermann Struve gewidmet.